# Svein Blindheim
Pour les articles homonymes, voir Blindheim (homonymie).
Svein Lavik Blindheim, né le 29 août 1916 à Voss et mort le 17 mars 2013, est un officier norvégien durant la Seconde Guerre mondiale.

## Biographie
Svein Lavik Blindheim est né le 29 août 1916 à Voss